# HTC Desire C
HTC Desire C – smartfon firmy HTC. Jest następcą modelu HTC Desire, zaprezentowanym 13 maja 2012 roku.
Telefon posiada 3,5-calowy ekran LCD. Urządzenie HTC działa pod kontrolą systemu Android 4.0.3 z nakładką producenta HTC Sense w wersji 4.0.